# Saison 2024-2025 du Havre Athletic Club
Maillots
Dernière mise à jour : 18 mai 2025.
Chronologie
Saison précédente Saison suivante
La saison 2024-2025 du Havre Athletic Club est la trentième saison du club havrais en championnat de France de Ligue 1. Il s'agit de la deuxième saison consécutive du club normand parmi l'élite, une première depuis la saison 1999-2000. Les Havrais participent également à la Coupe de France. Le club voit l'arrivée d'un nouvel entraîneur principal en juillet, avec le remplacement de Luka Elsner par l'ancien joueur du club Didier Digard.
Le Havre réalise une saison en deux temps : éliminé en 1/32e de finale de la coupe de France face au Stade briochin et relégable avec quatre points de retard à la mi-saison, le club normand remonte à la quinzième place, assurant son maintien lors de l'ultime minute de la dernière journée grâce à une panenka d'Abdoulaye Touré sur la pelouse du RC Strasbourg (3-2). Ce but permet au Havre de doubler le Stade de Reims, qui joue ainsi les barrages face au FC Metz. 
L'amélioration des résultats s'explique par un resserrement de l'effectif lors du mercato d'hiver, avec quatre arrivées pour sept départs. D'autre part, Digard abandonne son système à cinq défenseurs pour une défense à quatre et décide de titulariser Gorgelin au lieu de Desmas dans les buts. L'amélioration des performances est notable : Le Havre engrange 22 points sur la deuxième partie de saison contre 12 lors de la première, en s'imposant notamment sur les pelouses du Lille OSC, du RC Lens, de l'AJ Auxerre et du RC Strasbourg. Le maintien s'est donc joué loin du Havre : le club normand termine dernier du classement à domicile mais sixième à l'extérieur. 
Touré se distingue comme le meilleur buteur du club avec dix réalisations, le premier havrais à atteindre ce total en Ligue 1 depuis Amadou Alassane en 2009. Prêté à l'AJ Auxerre l'an dernier, Issa Soumaré termine meilleur passeur du club avec quatre passes décisives en championnat. 

## Transferts

### Transferts estivaux
Le début de mercato est marqué par l'arrivée de trois nouveaux joueurs. Ismail Bouneb arrive libre en provenance du Valenciennes FC, fraîchement relégué en National, tandis que Ruben Londja et Yanis Zouaoui arrivent respectivement du FC Lausanne-Sport et du FC Martigues. Le club enregistre également de nombreux retours de prêt, notamment ceux de Chadli, Kitala, Diawara et Soumaré.
Du point de vue des départs, Mohamed Bayo retrouve le Lille OSC, qui l'avait prêté pour une saison au HAC sans option d'achat. André Ayew, en fin de contrat, quitte également le club, avant d'effectuer son retour début octobre. Le jeune gardien de but Mohamed Koné, prêté la saison dernière à l'USL Dunkerque, s'engage avec le Sporting Charleroi. Djamal Moussadek quitte à son tour le club et signe en National au FC Versailles, avant que le défenseur Aliou Thiaré ne soit prêté à l'AS Nancy-Lorraine. Le jeune latéral Cheick Doumbia rejoint quant à lui la Ligue 2 et le Rodez AF. Mokrane Bentoumi et Simon Ebonog sont respectivement prêtés au FC Villefranche Beaujolais et à l'AS Nancy-Lorraine. Lors de la dernière semaine de mercato, Kandet Diawara est prêté au Pau FC, tandis que Nassim Chadli signe au Wydad AC. Antoine Joujou est vendu pour trois millions d'euros au Parme Calcio 1913 mais termine la saison au Havre en prêt, tout comme le jeune attaquant Ilyes Housni du Paris Saint-Germain, prêté avec une option d'achat de deux millions d'euros au HAC. Yoni Gomis rejoint quant à lui le RC Strasbourg. Timothée Pembélé est la dernière recrue de ce mercato, prêté par le Sunderland AFC. 

### Transferts hivernaux
Le mercato d'hiver débute par la vente du jeune Steve Ngoura au Cercle Bruges et de Christopher Operi à l'Istanbul Başakşehir. Quelques jours plus tard, le club annonce l'arrivée de l'attaquant égyptien Ahmed Hassan Mahgoub, qui vient de rompre son contrat avec le Rio Ave FC, suivie de celle de Mahamadou Diawara prêté jusqu'en juin par l'Olympique lyonnais. Fodé Ballo-Touré renforce également les rangs de l'équipe après avoir résilié son contrat avec l'AC Milan. En fin de mercato, Junior Mwanga est prêté par le RC Strasbourg, tandis que Yoann Salmier rejoint Clermont Foot, Samuel Grandsir le SM Caen, Oussama Targhalline le Feyenoord Rotterdam et Paul Argney les Francs Borains en prêt. Quelques jours plus tard, un dernier départ est annoncé, celui d'Emmanuel Sabbi vers le Vancouver Whitecaps en MLS.

## Effectif professionnel
Le tableau suivant dresse la liste des joueurs faisant partie de l'effectif havrais pour la saison 2024-2025.
En grisé, les sélections de joueurs internationaux chez les jeunes mais n'ayant jamais été appelés aux échelons supérieurs une fois l'âge-limite dépassé ou les joueurs ayant pris leur retraite internationale.

### Statistiques individuelles

#### Joueurs prêtés
| Joueur           | Poste     | Club                       | Division              | Championnat | Championnat | Championnat | Championnat  | Championnat | Coupe nationale | Coupe nationale | Coupe nationale | Coupe nationale | Coupe nationale | Total | Total       | Total  | Total        | Total |
| Joueur           | Poste     | Club                       | Division              | MJ          | But inscrit | Averti      | Carton rouge | Min.        | MJ              | But inscrit     | Averti          | Carton rouge    | Min.            | MJ    | But inscrit | Averti | Carton rouge | Min.  |
| ---------------- | --------- | -------------------------- | --------------------- | ----------- | ----------- | ----------- | ------------ | ----------- | --------------- | --------------- | --------------- | --------------- | --------------- | ----- | ----------- | ------ | ------------ | ----- |
| Aliou Thiaré     | Défenseur | AS Nancy-Lorraine          | National              | 29          | 0           | 10          | 0            | 2583        | 1               | 0               | 0               | 0               | 45              | 30    | 0           | 10     | 0            | 2628  |
| Mokrane Bentoumi | Milieu    | FC Villefranche Beaujolais | National              | 10          | 2           | 1           | 0            | 370         | 1               | 0               | 0               | 0               | 56              | 11    | 2           | 1      | 0            | 426   |
| Simon Ebonog     | Milieu    | AS Nancy-Lorraine          | National              | 16          | 1           | 1           | 0            | 623         | 2               | 0               | 0               | 0               | 113             | 18    | 1           | 1      | 0            | 736   |
| Kandet Diawara   | Attaquant | Pau FC                     | Ligue 2               | 29          | 4           | 2           | 0            | 1439        | 1               | 0               | 0               | 0               | 77              | 30    | 4           | 2      | 0            | 1516  |
| Paul Argney      | Gardien   | Francs Borains             | Challenger Pro League | 1           | 0           | 0           | 0            | 90          | 0               | 0               | 0               | 0               | 0               | 1     | 0           | 0      | 0            | 90    |

## Compétitions

### Préparation d'avant-saison
| 15e 34 points     | 1/32e de finale Face au Stade briochin |
| 10V 4N 20D        | 0V 0N 1D                               |
| TOTAL: 10V 4N 21D |                                        |

### Championnat

#### Classement
| Rang | Équipe             | Pts | J  | G  | N  | P  | Bp | Bc | Diff | Qualification ou relégation            |
| ---- | ------------------ | --- | -- | -- | -- | -- | -- | -- | ---- | -------------------------------------- |
| 13   | FC Nantes          | 36  | 34 | 8  | 12 | 14 | 39 | 52 | −13  |                                        |
| 14   | Angers SCO P       | 36  | 34 | 10 | 6  | 18 | 32 | 53 | −21  |                                        |
| 15   | Le Havre AC        | 34  | 34 | 10 | 4  | 20 | 40 | 71 | −31  |                                        |
| 16   | Stade de Reims     | 33  | 34 | 8  | 9  | 17 | 33 | 47 | −14  | Participation au barrage de relégation |
| 17   | AS Saint-Étienne P | 30  | 34 | 8  | 6  | 20 | 39 | 77 | −38  | Relégation en Ligue 2                  |

#### Résultats par journée
| Journée   | 01  | 02 | 03 | 04 | 05  | 06  | 07  | 08  | 09  | 10  | 11  | 12  | 13  | 14  | 15  | 16  | 17  | 18  | 19  | 20  | 21  | 22  | 23  | 24  | 25  | 26  | 27  | 28  | 29  | 30  | 31  | 32  | 33  | 34  |
| --------- | --- | -- | -- | -- | --- | --- | --- | --- | --- | --- | --- | --- | --- | --- | --- | --- | --- | --- | --- | --- | --- | --- | --- | --- | --- | --- | --- | --- | --- | --- | --- | --- | --- | --- |
| Terrain   | D   | E  | D  | E  | E   | D   | E   | D   | E   | D   | D   | E   | D   | E   | D   | E   | D   | E   | D   | E   | E   | D   | D   | E   | D   | E   | D   | E   | D   | E   | D   | E   | D   | E   |
| Résultats | D   | V  | V  | D  | D   | D   | D   | D   | D   | V   | D   | V   | D   | D   | D   | D   | D   | N   | D   | N   | V   | D   | D   | V   | N   | D   | V   | V   | D   | D   | N   | V   | D   | V   |
| Points    | 0   | 3  | 6  | 6  | 6   | 6   | 6   | 6   | 6   | 9   | 9   | 12  | 12  | 12  | 12  | 12  | 12  | 13  | 13  | 14  | 17  | 17  | 17  | 20  | 21  | 21  | 24  | 27  | 27  | 27  | 28  | 31  | 31  | 34  |
| Place     | 16e | 9e | 7e | 9e | 12e | 14e | 15e | 16e | 17e | 17e | 17e | 14e | 16e | 17e | 17e | 17e | 17e | 17e | 18e | 18e | 17e | 17e | 17e | 16e | 16e | 17e | 16e | 15e | 16e | 16e | 16e | 16e | 16e | 15e |

### Coupe de France
La Coupe de France 2024-2025 est la 108e édition de la Coupe de France, une compétition à élimination directe mettant aux prises les clubs de football amateurs et professionnels à travers la France métropolitaine et les DOM-TOM. Elle est organisée par la FFF et ses ligues régionales.

## Bilan de la saison
- Premier but de la saison :  Gautier Lloris   48e contre le Paris Saint-Germain (1 - 4), le 16 août 2024 (1re journée).
- Premier but sur penalty :  Abdoulaye Touré   57e (pen.) contre l'AS Saint-Étienne (0 - 2), le 24 août 2024 (2e journée).
- Premier doublé :  Abdoulaye Touré   13e (pen.)   27e (pen.) contre le FC Nantes (3 - 2), le 30 mars 2025 (27e journée).
- But le plus rapide d'une rencontre :  Yassine Kechta   3e contre le Montpellier HSC (0 - 2), le 6 avril 2025 (28e journée).
- But le plus tardif d'une rencontre :  Abdoulaye Touré   90+9e (pen.) contre le RC Strasbourg (2 - 3), le 17 mai 2025 (34e journée).
- Plus grand nombre de buts marqué contre l’adversaire : 4 buts
  - 3 - 4 contre le RC Lens, le 1er mars 2025 (24e journée).
- Plus grand nombre de buts marqué par l’adversaire : 5 buts
  - 5 - 1 contre l'Olympique de Marseille, le 5 janvier 2025 (16e journée).
  - 1 - 5 contre le Stade rennais FC, le 14 avril 2025 (29e journée).
- Plus grand nombre de buts marqués dans une rencontre : 7 buts
  - 3 - 4 contre le RC Lens, le 1er mars 2025 (24e journée)..
- Plus large victoire à domicile : 2 buts d'écart
  - 3 - 1 contre l'AJ Auxerre (3 - 1), le 1er septembre 2024 (3e journée).
- Plus large défaite à domicile : 4 buts d'écart
  - 0 - 4 contre l'Olympique lyonnais, le 20 octobre 2024 (8e journée).
  - 1 - 5 contre le Stade rennais FC, le 14 avril 2025 (29e journée).
- Plus large victoire à l'extérieur : 2 buts d'écart
  - 0 - 2 contre l'AS Saint-Étienne, le 24 août 2024 (2e journée).
  - 0 - 2 contre le FC Nantes, le 24 novembre 2024 (12e journée).
  - 0 - 2 contre le Montpellier HSC, le 6 avril 2025 (28e journée).
- Plus large défaite à l'extérieur : 4 buts d'écart
  - 5 - 1 contre l'Olympique de Marseille, le 5 janvier 2025 (16e journée).
- Meilleur classement de la saison en Ligue 1 : 7e (3e journée).
- Moins bon classement de la saison en Ligue 1 : 18e (de la 19e à la 20e journée).
- Plus grande affluence à domicile : 23 831 spectateurs contre l'Olympique de Marseille (1-3), le 10 mai 2025 (33e journée).
- Plus petite affluence à domicile : 17 071 spectateurs contre le RC Strasbourg (0-3), le 15 décembre 2024 (15e journée).

Mis à jour le 18 mai 2025.